# Takamitsu Kojima
Takamitsu Kojima –en japonés, 小島貴光, Kojima Takamitsu– (25 de mayo de 1981) es un deportista japonés que compitió en natación. Ganó una medalla de plata en el Campeonato Pan-Pacífico de Natación de 2006, en la prueba de 4 × 100 m estilos.

## Palmarés internacional
| Campeonato Pan-Pacífico | Campeonato Pan-Pacífico | Campeonato Pan-Pacífico | Campeonato Pan-Pacífico |
| Año                     | Lugar                   | Medalla                 | Prueba                  |
| ----------------------- | ----------------------- | ----------------------- | ----------------------- |
| 2006                    | Victoria (Canadá)       | Medalla de plata        | 4 × 100 m estilos       |